# Équipe de Slovaquie masculine de basket-ball
Cet article traite de l'équipe masculine. Pour l'équipe féminine, voir Équipe de Slovaquie féminine de basket-ball.
Maillots
L’équipe de Slovaquie masculine de basket-ball (en slovaque : Slovenské národné basketbalové mužstvo) est l'équipe nationale qui représente la Slovaquie dans les compétitions internationales masculine de basket-ball. Elle est placée sous l’égide de la Fédération slovaque de basket-ball (SBA). L'équipe est affiliée à la FIBA depuis 1993. Son surnom est "Repre", ce qui signifie « Représentant ».
La Slovaquie a rejoint les compétitions internationales avec l'apparition du pays en 1993, prenant la suite de l'équipe de Tchécoslovaquie. L'équipe dispute son premier match international contre la Bosnie-Herzégovine. À ce jour, la Slovaquie n'a pas beaucoup d'expérience internationale. Bien qu'elle ait tenté de se qualifier pour des tournois majeurs comme l'EuroBasket et la Coupe du monde, elle n'a toujours pas atteint ce niveau.

## Résultats

### Palmarès
| Compétitions mondiales                             | Compétitions continentales |
| -------------------------------------------------- | -------------------------- |
| - Jeux olympiques - Néant - Coupe du monde - Néant | - EuroBasket - Néant       |

### Parcours aux Jeux olympiques
Voici le parcours de l'équipe de Slovaquie aux Jeux olympiques
- 1996 : Non qualifiée
- 2000 : Non qualifiée
- 2004 : Non qualifiée
- 2008 : Non qualifiée
- 2012 : Non qualifiée

### Parcours en Championnat du monde
Voici le parcours de l'équipe de Slovaquie en Championnat du monde
- 1994 : Non qualifiée
- 1998 : Non qualifiée
- 2002 : Non qualifiée
- 2006 : Non qualifiée
- 2010 : Non qualifiée
- 2014 : Non qualifiée

### Parcours en Championnat d’Europe
Voici le parcours de l'équipe de Slovaquie en Championnat d’Europe :
- 1995 : Non qualifiée
- 1997 : Non qualifiée
- 1999 : Non qualifiée
- 2001 : Non qualifiée
- 2003 : Non qualifiée
- 2005 : Non qualifiée
- 2007 : Non qualifiée
- 2009 : Non qualifiée
- 2011 : Non qualifiée
- 2013 : Non qualifiée
- 2015 : Non qualifiée
- 2017 : Non qualifiée
- 2021 : Non qualifiée
- 2025 : Non qualifiée

## Joueurs marquants
- Richard Petruška